# 木黄耆
木黄耆（学名：Astragalus arbuscula）为豆科黄芪属的植物。分布于天山、西西伯利亚、哈萨克斯坦以及中国大陆的新疆等地，生长于海拔1,400米至1,600米的地区，常生长在山坡，目前尚未由人工引种栽培。